# Johannes Coymans (1601-1657)

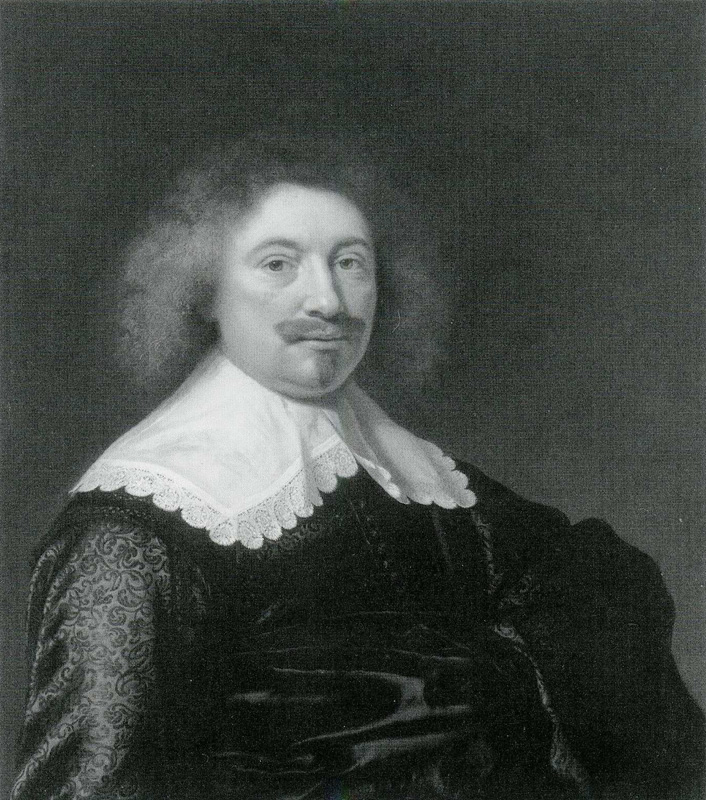
Portret van Johannes Coymans, door Bartholomeus van der Helst (circa 1645)

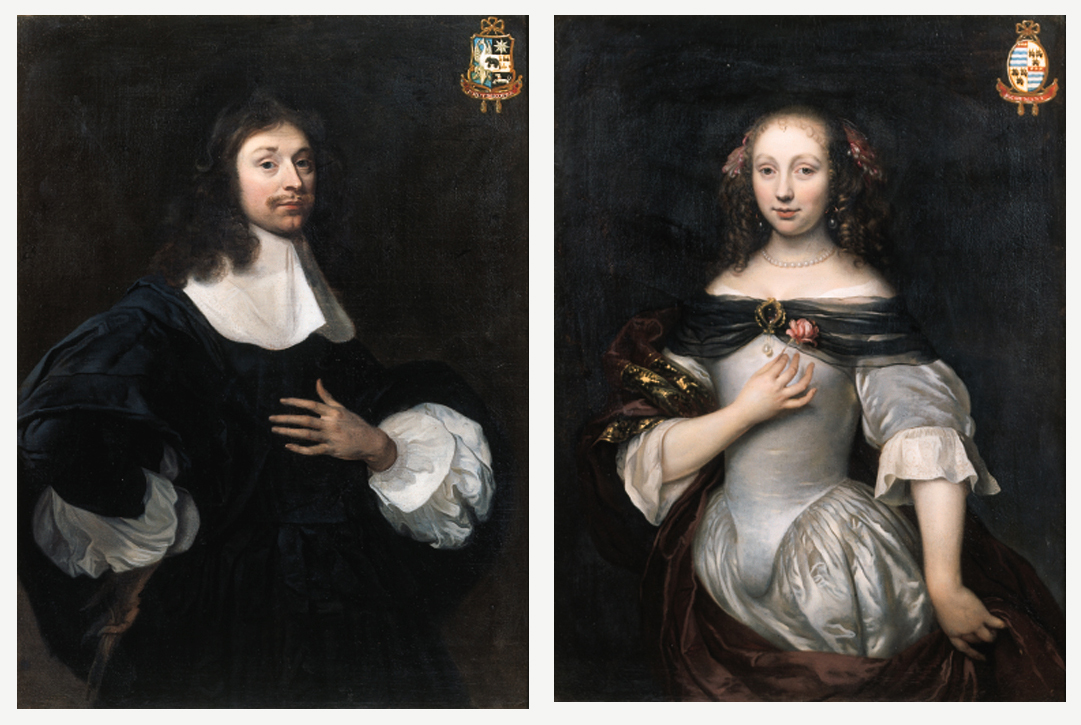
Joan Huydecoper en zijn vrouw Sophia Huydecoper née Coymans, door Jacob van Loo 17e eeuw

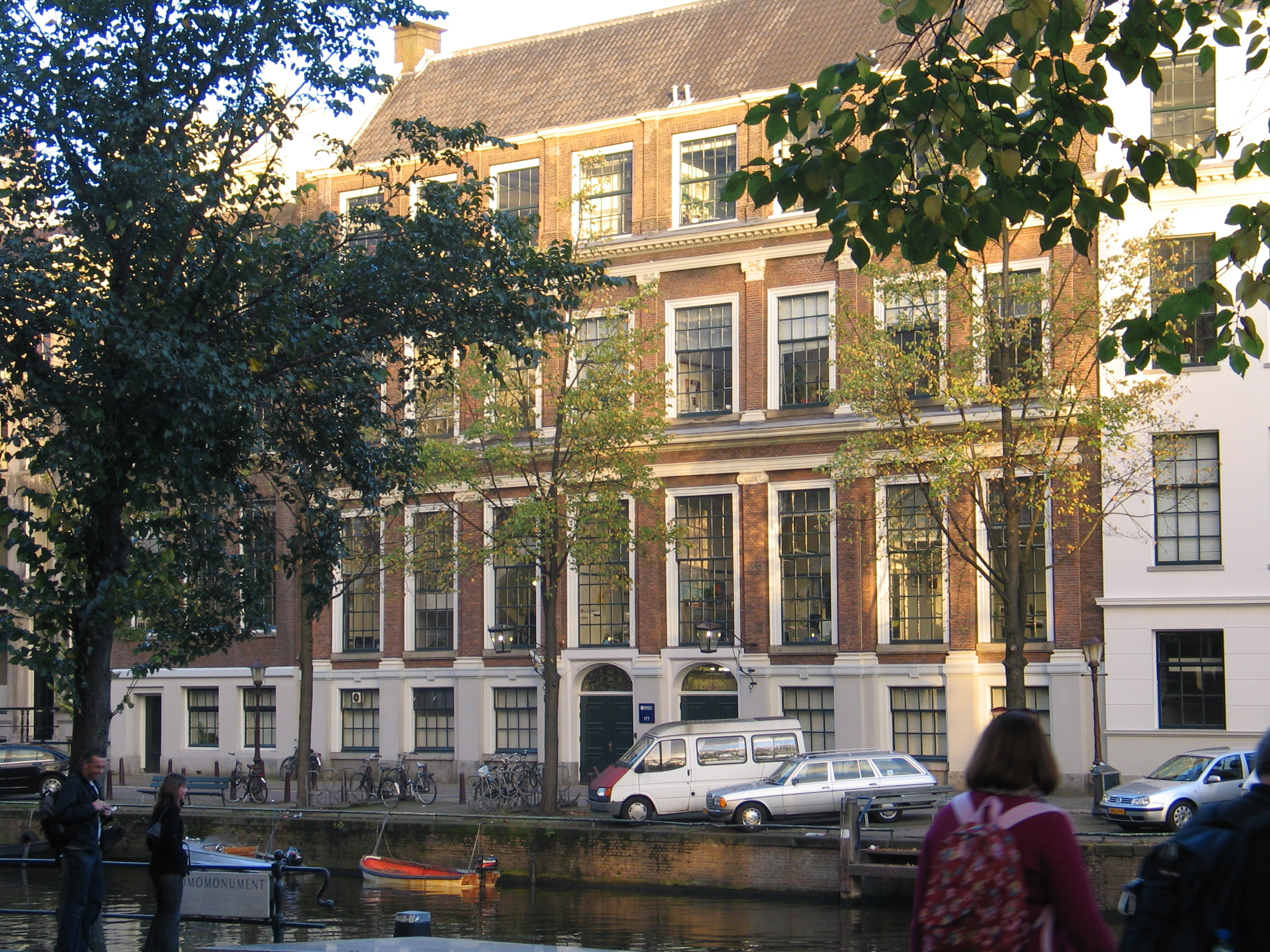
Keizersgracht 177, de Coymanshuizen (2008)

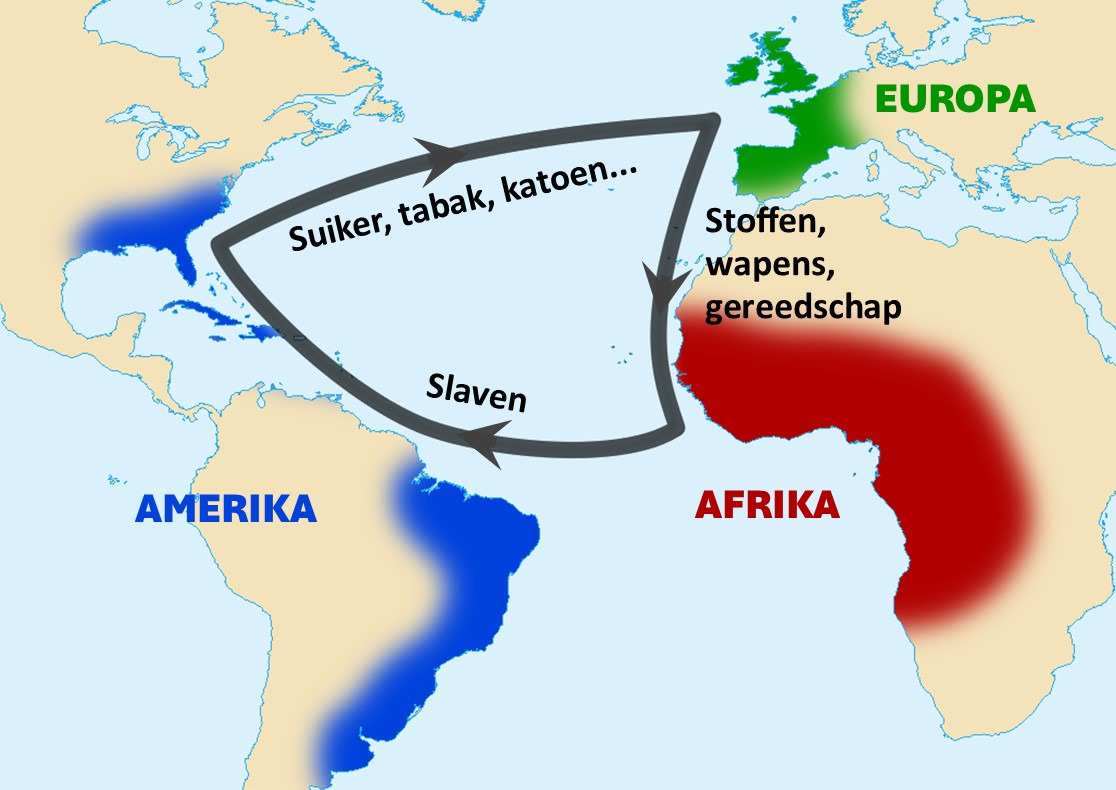
De driehoekshandel over de Atlantische Oceaan

Johannes of Jean, Jan, Joan Coymans (12 juli 1601-Velsen, 6 oktober 1657) was de zoon van Balthasar Coymans (1555-1634). Hij was firmant van de firma Balthasar Coymans & Broeders van de familie Coymans.
Coymans trouwde in 1634 met Sophia Trip (1615-1679), lid van de familie Trip. Het echtpaar kreeg zestien kinderen; vier van hen stierven jong.
- Sophia Coymans (1636-1714), trouwde in 1656 met Joan Huydecoper van Maarsseveen (1625-1704);
- Elisabeth Coymans (1639-1720) trouwde in 1671 met Willem van der Meulen (1631-1690),[7] weduwnaar van Constantia Deutz (1629-1670);[8]
- Aletta Maria Coymans (1641-1725), getrouwd in 1661 met de katholieke Carel Voet (1631-1679);[9]
- Johanna Cornelia Coymans (1642-1715), trouwde in 1663 met Everard Scott (1639-1682);[10]
- Constantia Coymans (1643- )
- Johannes Coymans (1645-1703), schepen; trouwde in 1674 met Erckenraad Bernard (1654-1696); in zaken samen met moeder, geen kinderen; betrokken bij het Asiento;
- Eliana Coymans (1646-1716), trouwde in 1677 met Samuel Timmermans (Amsterdam 1643-Voorburg, 1712);
- Adriana Coymans (1648-)
- Balthasar Coymans (1652-1686), ook in slaven vanuit Cádiz met Pedro van Belle;
- Elias Coymans (1653-1731), trouwde met Isabella Catharina van der Meulen (1660-1719) in 1683;
- Joseph Coymans (1656-1720), heer van de Beemster, trouwde in 1685 met Clara Valckenier (1664-1724).

In 1657 stierven zowel Balthasar Coymans (1589-1657) als zijn broer Johannes. Omdat haar oudste zoon nog maar 12 jaar oud was, nam zijn weduwe de leiding over; de naam wijzigde in firma de Wede Joan Coymans & Voet. In 1666 verrekende de firma met de Amsterdamsche Wisselbank meer dan zeven miljoen gulden. Haar kinderen Balthasar, Joan (1645-1703) en Aletta Coymans, en schoonzoon Carel Voet waren betrokken bij het Asiento.

## De weduwe Sophia Trip

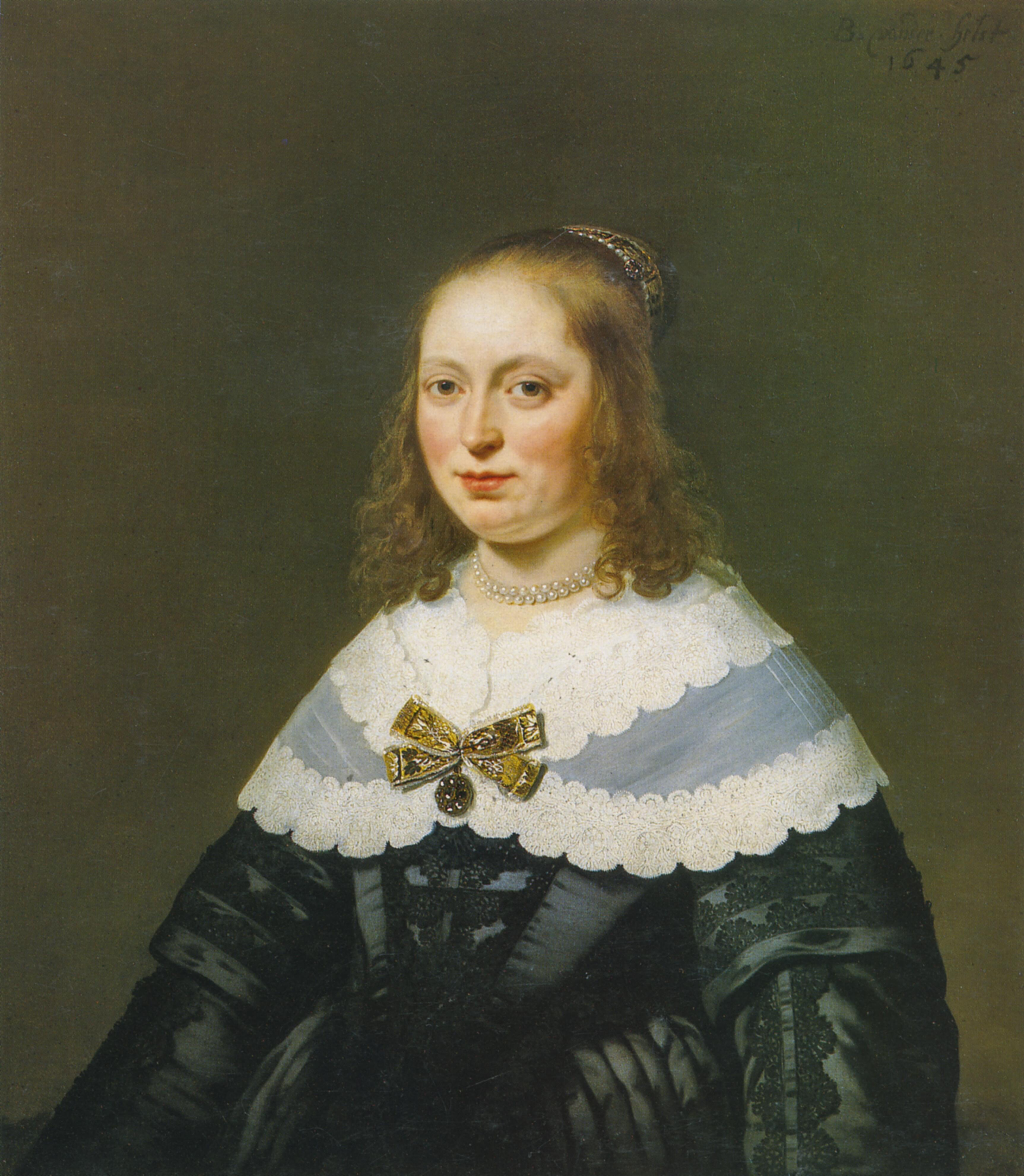
Portret van Sophia Trip, echtgenote van Johannes Coymans, door Bartholomeus van der Helst (1645)

In 1656 was Joan Huydecoper van Maarsseveen (junior) in het huwelijk getreden met de oudste van de zes dochters. Twee jaar later kwam hij in de zaak als handelscorrespondent. Zijn tante en zijn schoonmoeder was nu ook zijn baas. In 1659 verhuisde Huydecoper naar de Lauriergracht, vanwege de gespannen verhouding. Sophia Trip was kwaad op Huydecoper senior toen zijn schoonzoon Jacob F. Hinlopen en niet haar schoonzoon de functie in Purmerend kreeg. Ze assisteerde haar dochter bij de geboorte van een levenloos kind. Joan Huydecoper weigerde in 1679 ooit nog op zondag bij zijn schoonmoeder te eten.
In 1659 ontstond ruzie tussen Sophia Trip en de Haarlemse tak van de familie Coymans, nadat men twee frauderende medewerkers had ontdekt. De kassier mocht blijven, de andere medewerker werd overgeplaatst naar Spanje. Niet lang daarna was er ruzie binnen de familie over haar dochter Aletta Coymans, die ten huwelijk was gevraagd door de opvolger van de kassier, daarbij gesteund door Sophia Trip. Twee dochters dreigden het huis te verlaten als het huwelijk met een tien jaar jongere, onvermogende en afkomstig uit een katholieke familie toch doorgang zou vinden. Het huwelijk met Carel Voet werd uiteindelijk beklonken, maar niet in gemeenschap van goederen, daar hadden familieleden een stokje voor gestoken.
In 1674 werd het vermogen van Sophia Trip op een half miljoen gulden geschat. De aanslag is drastisch verlaagd door tussenkomst van haar schoonzoon, inmiddels benoemd tot burgemeester van Amsterdam.
In 1677 kocht zij samen met haar neef het landgoed de Cruytberg van Balthasar Coymans, maar ook het Bernarditer Klooster onder Heemstede.